# Dąbrowski (herb szlachecki)

Dąbrowski I

Dąbrowski Ia

Dąbrowski Ib

Dąbrowski Ic

Dąbrowski II

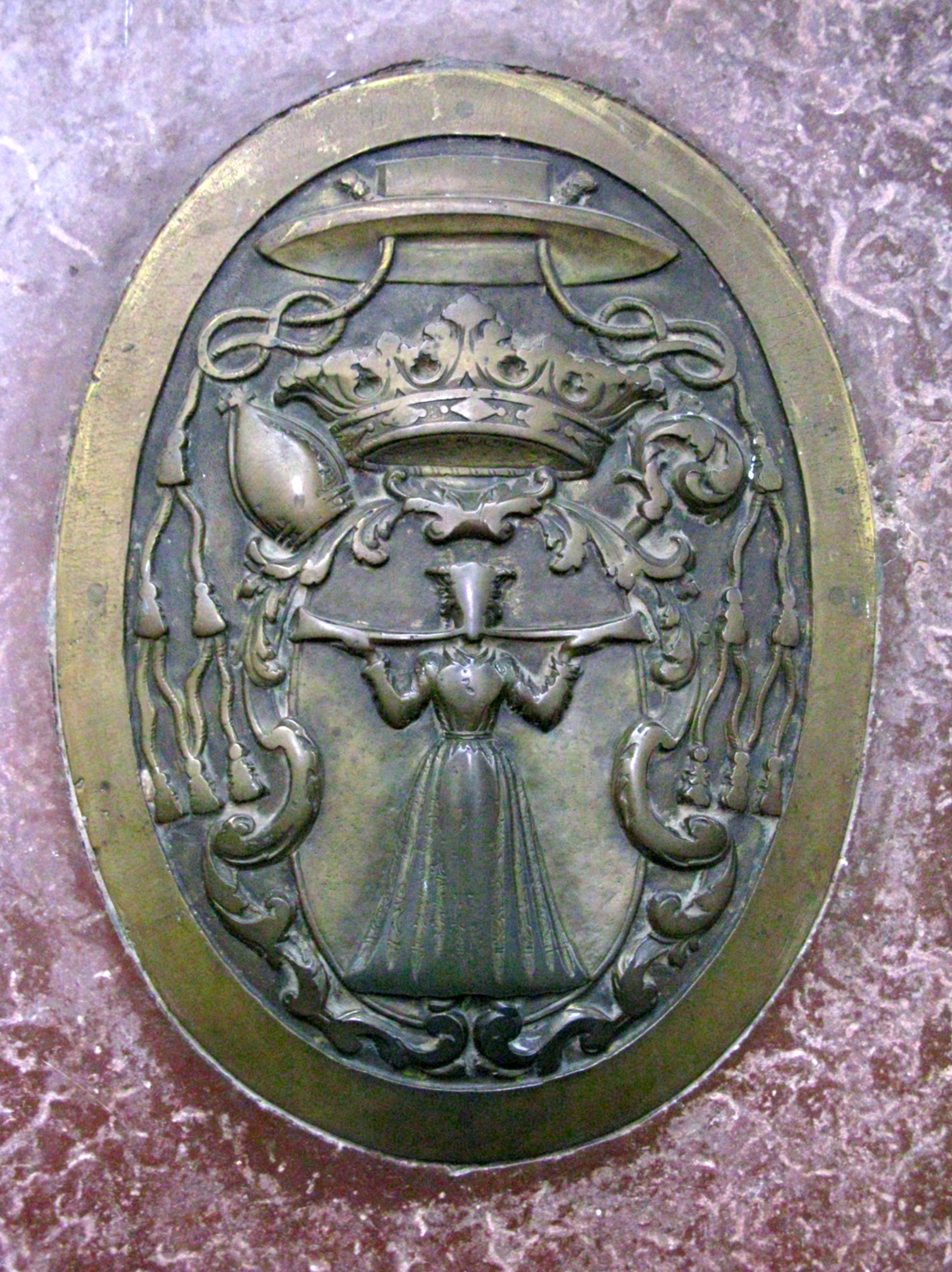
Herb opata oliwskiego Kazimierza Dąbrowskiego

Dąbrowski (Dambrowski, Damerau, Dąmbrowski, Dombrowski, Panna, Panna z Trąbami, Virgo Violata) – polski herb szlachecki pochodzenia pruskiego, używany w kilku odmianach.

## Opis herbu
Herb znany jest przynajmniej w pięciu odmianach:
Dąbrowski I (Dambrowski, Damerau, Dąmbrowski, Dombrowski, Panna, Panna z Trąbami, Virgo Violata): W polu czerwonym ukoronowana niewiasta z rozpuszczonymi włosami w sukni srebrnej, trzyma przy ustach dwie trąby złote wylotami w prawo i w lewo. Klejnot: nad hełmem w koronie taka sama niewiasta między dwiema złotymi trąbami ustnikami w górę. Labry: czerwone, podbite srebrem.
Dąbrowski Ia (Dambrowski, Damerau, Dombrowski): W polu czerwonym ukoronowana niewiasta z rozpuszczonymi włosami w sukni czarnej, trzyma dwie krótkie trąby myśliwskie czarne wylotami w prawo i w lewo, w klejnocie nad hełmem w koronie same trąby czarne. Labry czarne, podbite czerwonym.
Dąbrowski Ib  (Damerau, Dombrowski): W polu czerwonym ukoronowana niewiasta z rozpuszczonymi włosami w sukni srebrnej, trzyma przy ustach dwie trąby srebrne wylotami w prawo i w lewo. W klejnocie nad hełmem bez korony dwie trąby czarne. Labry czerwone, podbite srebrem.
Dąbrowski Ic: W polu czerwonym ukoronowana niewiasta z rozpuszczonymi włosami w sukni srebrnej, trzyma przy ustach dwie trąby złote wylotami w prawo i w lewo. W klejnocie nad hełmem w koronie głowa niedźwiedzia z szyją czarna. Labry czerwone, podbite srebrem.
Dąbrowski II: W polu czerwonym ukoronowana niewiasta z rozpuszczonymi włosami w sukni srebrnej, trzymająca przy ustach dwie trąby złote wylotami w prawo i w lewo, wyłaniająca się zza muru blankowanego srebrnego. W klejnocie nad hełmem w koronie taka sama niewiasta między dwiema złotymi trąbami wylotami w górę. Labry czerwone, podbite srebrem.

## Najwcześniejsze wzmianki
Herb w wersji pełnej, z klejnotem pojawia się na pieczęci Mikołaja Dąbrowskiego przykładanej do dokumentów z lat 1477, 1477, 1480, 1481 i 1482 roku, oraz na pieczęci jego brata, Jana Dąbrowskiego przyłożonej do dokumentów z lat 1505, 1507 i 1510 roku. Herb znamy także z płyty nagrobnej opata Kazimierza Dąbrowskiego, zmarłego w 1722 roku. Herb w wersji podstawowej wymieniany jest przez wszystkie polskie herbarze poczynając od Paprockiego (Herby rycerstwa polskiego, 1584), przez Okolskiego (Orbis polonus, 1641-1643), Dachnowskiego (Herby szlacheckie w ziemiach pruskich, 1620), Niesieckiego (Korona polska, 1728), kończąc na Bonieckim (Herbarz polski, 1901) i Ostrowskim (Księga herbowa rodów polskich, 1897,1906). Herb wymieniają także niektóre herbarze niemieckie, jak herbarz Siebmachera i uzupełnienia do niego autorstwa Mülverstedta .
Wariant Ia został odnaleziony na sztambuchu z Ingolstadt z 1593 roku. Używał go studiujący tam Michael Dombrowski a Damerau.
Odmianę herbu oznaczoną jako wariant Ib przytacza Mülverstedt (Der abgestorbene Adel der Provinz Preußen, 1874).
Wariant Ic używany był przez gałąź rodziny osiadłej w 2 połowie XVII wieku w Żukówku koło Parchowa. Herb znany jest z pieczęci pastora Iwana von Damerau-Dambrowskiego, przyłożonej na dokumencie z 19 stycznia 1789 roku, wykonanej prawdopodobnie wiek wcześniej.
Herb Dąbrowski II przysługiwał osiadłej w okręgu kwidzyńskim gałęzi rodu w XVI i XVII wieku. Herb ten również znany jest szeroko w polskich herbarzach wymienionych przy odmianie podstawowej.

### Legendy herbowe
Według pamiętnika córki generała Jana Henryka Dąbrowskiego, Bogusławy Dąbrowskiej Mankowskiej, herb ten ustanowiono na wieczną pamięć Panny z Dąbrowskich, która sama poprowadziła swe wojskowe hufce przeciwko najeżdżającym Prusy Królewskie Krzyżakom.

## Herbowni
Dąbrowski (Dambraw, Dambrow, Dambroffsky, Dambrowski, Damerau, Dameraw, Damerkow, Damerow, Damirke, Dammerau, Damrau, Dąmbrowski, Dombraw, Dombroffsky, Dombrowski, Dombrowsky).
Jedna z gałęzi tej rodziny, osiadła w Szczuplinkach pisała się panami de Czepelin Szczuplińskimi (Sczuplińskimi).
Do herbu Dąbrowski niesłusznie przypisywana była rodzina Dąbrowskich z przydomkiem Mądry z Czarnej Dąbrowy w ziemi bytowskiej. Informację taką podaje m.in. Emilian Szeliga-Żernicki. Być może było to spowodowane przyjęciem na przełomie XVIII-XIX wieku tego herbu przez jakiegoś członka rodu. Jednakże w 1905 roku właściwy herb tego rodu (zob. Mądry (herb szlachecki)).

### Znani herbowni
Z rodu tego pochodziło dwóch wojewodów chełmińskich: Jan Dąbrowski i Mikołaj Dąbrowski.

## Rodzina Dąbrowskich
Istniało wiele polskich rodów szlacheckich o nazwisku Dąbrowski. Tadeusz Gajl wymienia łącznie 46 herbów skojarzonych z tym nazwiskiem. Herbem Panna z Trąbami posługiwał się ród wywodzący się z Dąbrówki Szlacheckiej (obecnie część wsi Boguszewo). Rodzina wywodzić się ma ze starego pruskiego rycerstwa. Pierwszymi wzmiankowanymi jej członkami byli Henryk Damerau, chorąży chełmiński w 1409 roku i jego bracia Mikołaj i Jan. Przedstawiciele rodziny pełnili urzędy ziemskie w ziemi chełmińskiej. W latach późniejszych, przedstawiciele tej rodziny notowani byli w całej Polsce.

## Źródło
- Przemysław Pragert: Herbarz szlachty kaszubskiej. T. 4. Gdańsk: Wydawnictwo Oskar Sp, z o.o. w koedycji z BiT Beata Żmuda-Trzebiatowska, 2015, s. 52-55, 346-347. ISBN 978-83-65175-14-4. ISBN 978-83-927383-6-7.